# La Plata (ciutat de l'Argentina)
|  | Per a altres significats, vegeu «La Plata». |

|  | No s'ha de confondre amb Mar del Plata. |

La Plata és la ciutat capital de la província de Buenos Aires i del seu partit homònim. Va ser fundada el 19 de novembre de 1882 pel llavors governador de la província, Juan José Dardo Rocha i se situa a 60 km al sud-est de la Ciutat de Buenos Aires, travessant l'Arroyo del Gato. Té 740.369 habitants segons el cens 2001 (*INDEC). També es diu La Plata al partit en el qual està assentada, i de la qual és ciutat capçalera. Les seves coordenades són 34° 55′ S 57° 57′ O
La ciutat de La Plata va ser fundada a conseqüència de la falta d'una capital per a la Província bonaerense després de la federalització de la Ciutat de Buenos Aires (era capital provincial), que a partir de 1880 va esdevenir capital oficial de l'Argentina. El 1952, després de la mort d'Eva Perón, la ciutat va ser rebatejada com Ciutat Eva Perón, sent restituït el seu nom original després que l'autodenominada Revolució Llibertadora enderroqués el govern constitucional de Juan Domingo Perón l'any 1955.
El terreny sobre el qual es va edificar aquesta ciutat era conegut fins al 1882 com Las Lomas de la Ensenada o Lomas de Ensenada, recorregut de sud-oest a nord-est (fins a desguassar en el proper Riu de la Plata) per l'Arroyo del Gato (després entubat).
La traça de la ciutat, concebuda per l'arquitecte Pedro Benoit, es caracteritza per una estricta quadrícula i les seves nombroses avingudes i diagonals. En la intersecció de les dues diagonals més importants, que creuen tota la ciutat i que fan centre en la Plaza Moreno, es troben la Municipalidad i la imponent catedral situada en carrer 14 entre Avinguda 51 i Avinguda 53, d'estil neogòtic, les torres del qual, de 112 m, només van ser completades en 1999. Punts destacats de la ciutat són el Museu de La Plata, l'edifici de la Governació, la Legislatura Provincial, el nou Teatre Argentí i el hipódromo. Molts d'aquests edificis van ser construïts al mateix temps en l'època de la fundació de la ciutat, després d'una convocatòria internacional de propostes. Se'ls sol anomenar "edificis fundacionals" i la majoria es troba sobre l'eix fundacional, que són les illes o blocs situats entre les avingudes 51 i 53.
Enllaça amb la ciutat de Buenos Aires pel ferrocarril General Roca i per la moderna Autopista Ricardo Balbín, de 60 km de longitud, el que fa més ràpida les comunicacions entre els seus habitants.
La ciutat compta amb diverses universitats, destacant-ne la Universitat Nacional de La Plata (UNLP), una de les més importants de l'Argentina. Aquestes atreuen estudiants d'arreu del país —i fins i tot de l'estranger—, donant-li a la ciutat una rica i jove vida cultural.
Cada sis carrers es troba una avinguda, i cada encreuament d'avingudes posseïx una de les seves moltes places o parcs. Tots els carrers i avingudes estan poblades per alguna espècie arbòria que la caracteritza, sent els til·lers l'espècie típica de la ciutat, fins a l'extrem d'haver estat anomenada la "ciutat dels til·lers i de les diagonals". Malgrat la bellesa de la seva arquitectura i de la gran quantitat d'espais verds, la via pública de la ciutat es troba en un pobre estat de conservació i neteja.
És una ciutat molt verda, sent el seu major parc l'anomenat "el Bosc", que amb el seu llac, l'amfiteatre Martín Fierro, el seu zoològic d'estil victorià, l'observatori astronòmic, i el Museu de Ciències Naturals, dependent de la UNLP, amb les seves famoses col·leccions, conformen un bell lloc de trobada familiar a l'aire lliure. Altres atractius són el proper gran Parc Pereyra Iraola i la República dels Nens en la qual, es diu, s'hauria inspirat Walt Disney per a edificar després Disneyland. Arquitectònicament es destaquen la gran catedral neogòtica anomenada La Colorida i l'antiga estació central de ferrocarrils. Per desgràcia el 1977 aquesta ciutat va perdre, a causa d'un incendi, un dels seus més valuosos monuments: el Teatre Argentí de La Plata, d'estil predominantment neoclàssic. En el seu lloc es va construir un nou teatre d'estil brutalista. Un fet polèmic és i va ser la construcció de l'Estadi Ciutat de La Plata, dissenyat inicialment amb un domo a manera de "sostre" encara que no s'ha concretat.
Fora de la planta original de La Plata, a pocs quilòmetres al nord-est es troba el Port de La Plata, estès fins al Riu de la Plata pel riu Santiago rectificat i canalitzat. Tal port, encara que va significar una gran inversió a finals del s.XIX i inicis del s.XX s'ha mantingut sub-utilitzat.
La ciutat de La Plata, a banda de les seves diagonals i catedral, es caracteritza per la calidesa de la seva gent i la passió futbolera pels seus dos clubs principals Estudiantes i Gimnasia y Esgrima.
Disposa de dos mitjans de comunicació gràfics d'importància, els diaris El Día i, en menor mesura, Hoy.
La ciutat està envoltada, dintre del mateix Partit de La Plata, de les localitats de Tolosa, Ringuelet, Manuel B. Gonnet, City Bell, Los Hornos i Villa Elisa, entre d'altres.

## Persones il·lustres
- Ana Emilia Lahitte, escriptora.
- Damián Reca, primer campió d'escacs de l'Argentina
- Facundo Cabral cantautor